# Etene Nanai-Seturo

a Compétitions nationales et continentales officielles uniquement.

b Matchs officiels uniquement.
Dernière mise à jour le 14 septembre 2021.
Etene Nanai-Seturo, né le 20 août 1999 à Auckland (Nouvelle-Zélande), est un joueur néo-zélandais de rugby à XV et de rugby à sept. Il évolue aux postes d'ailier ou d'arrière avec les Chiefs en Super Rugby depuis 2019.

## Biographie

### Jeunesse et formation
Etene Nanai-Seturo est né à Auckland, et grandit dans sa banlieue sud, dans la ville d'Otara. Il est issu d'une famille d'origine samoane.
Il commence par jouer au rugby à XIII dès son plus jeune âge avec le club des Otara Scorpions, avant de rejoindre les Otahuhu Leopards (en). Il représente aussi les équipes jeunes des Counties Manukau Stingrays (en) dans la version junior de la National Competition,. Il remporte cette compétition en 2016. Grâce à ses bonnes performances chez les jeunes, il signe à l'âge de 15 ans un contrat de cinq ans avec les New Zealand Warriors, l'unique franchise néo-zélandaise de rugby à XIII professionnelle. Ces derniers souhaitent ainsi protéger Nanai-Setuto de la convoitise des puissantes équipes de rugby à XV locales.
Nanai-Seturo étudie au Saint Kentigern College (en) à Auckland, où commence à pratiquer le rugby à XV. Il se fait rapidement remarquer pour son talent et sa précocité, jouant avec l'équipe première de son établissement pendant trois ans. Parallèlement, il joue aussi avec l'équipe des moins de 18 ans des Blues, ainsi qu'avec la sélection scolaire néo-zélandaise (en) en 2017,.

### Débuts professionnels et carrière à sept
Après avoir terminé le lycée, il décide de poursuivre sa carrière à XV, malgré son contrat avec les Warriors valable pour encore deux ans. Il est alors approché par la fédération néo-zélandaise de rugby à XV, qui le recrute pour faire partie du programme national de rugby à sept,. Cette sélection entraîne une action en justice de la fédération à XIII, qui estime que Nanai-Seturo et la fédération à XV n'ont pas respectés le contrat signé.
Nanai-Seturo est sélectionné pour la première fois avec l'équipe de Nouvelle-Zélande de rugby à sept en janvier 2018, à l'occasion du tournoi de Sydney dans le cadre des Sevens Series,. Il dispute quatre autres tournois lors de la saison, marquant un total de huit essais. En avril de la même année, il dispute les Jeux du Commonwealth de 2018, que son équipe remporte, après qu'il a personnellement inscrit cinq essais en quatre matchs,. Il manque cependant la Coupe du monde de rugby à sept 2018 en raison d'une blessure.
Plus tard en 2018, il est retenu dans l'effectif de la province des Counties Manukau pour disputer la saison de NPC,. Pour sa première saison au niveau professionnel, il dispute six matchs, dont quatre titularisations.
Peu après ses débuts professionnels à XV, il est retenu par la franchise des Chiefs pour disputer la saison 2019 de Super Rugby. Il fait ses débuts le 15 février 2019 contre les Highlanders, et inscrit un doublé par la même occasion. Malgré son jeune âge et la concurrence, il s'impose immédiatement dans sa nouvelle équipe, et joue onze rencontres lors de sa première saison pour cinq essais inscrits.
Plus tard en 2019, il est sélectionné avec l'équipe de Nouvelle-Zélande des moins de 20 ans pour participer au championnat du monde junior 2019 en Argentine,.
Toujours en 2019, il fait son retour avec la sélection nationale à sept avec pour objectif les Jeux olympiques 2020. Il dispute quatre tournois des Sevens Series, avant que la saison ne soit interrompue en raison de la pandémie de Covid-19 en mars 2020,.
Après la fin de sa saison à sept, il fait son retour aux Chiefs pour le Super Rugby Aotearoa, où il ne joue que deux rencontres,. 
Peu après, en vertu de ses origines samoanes, il est sélectionné avec les Moana Pasifika, une sélection représentant les îles du Pacifique, pour affronter les Māori All Blacks le 5 décembre 2020.
Au début de l'année 2021, il dispute le Super Rugby Aotearoa avec les Chiefs, et termine la compétition comme finaliste. Il décide ensuite de ne pas disputer le Super Rugby Trans-Tasman afin de se focaliser sur la sélection nationale à sept le restant de la saison.
En juillet 2021, il est sélectionné dans le groupe néo-zélandais pour les Jeux olympiques à Tokyo. La sélection obtient une médaille d'argent, après une défaite en finale face aux Fidji.
En décembre 2023, lors des New Zealand Rugby Awards, il est élu meilleur joueur de la saison 2023 de NPC.

## Palmarès

### En rugby à XV
- Finaliste du Super Rugby Aotearoa en 2021 avec les Chiefs.
- Finaliste du Super Rugby en 2023, 2024 et 2025 avec les Chiefs.

### En rugby à sept
- Vainqueur des Jeux du Commonwealth en 2018.
- Vainqueur du World Rugby Sevens Series en 2020.

- Médaille d'argent aux Jeux olympiques 2020 (2021) à Tokyo.

### Distinctions individuelles
- Joueur de la saison 2023 de National Provincial Championship.